# Kampusz
A campus a hagyomány szerint az a földterület, amelyen egy főiskola vagy egyetem és a kapcsolódó intézményi épületek találhatók. A főiskolai campus általában könyvtárakat, előadótermeket, lakótereket, hallgatói központokat vagy étkezdéket és parkszerű környezetet foglal magában.
A modern campus épületek és telkek összessége, amelyek egy adott intézményhez tartoznak, legyen az egyetemi vagy sem. Ilyen például a Googleplex, az Apple Campus, Magyarországon pedig a MOL Campus, Graphisoft Park, Infopark.

## Etimológiája
A szó a latin campus „mező” szóból származik, és először 1774-ben használták a College of New Jersey (ma Princetoni Egyetem) a Nassau Hall szomszédságában lévő nagy mező leírására, amely a Princetont a közeli kisvárostól valasztotta el.
Néhány más amerikai főiskola később átvette a szót saját intézményük egyes területeinek leírására, de a „campus” még nem az egyetem egész ingatlanát jelentette. Egy iskolának lehet egy tere, amit campusnak hívnak, egy másikat mezőnek, egy harmadikat pedig udvarnak hívnak.
A magyar nyelvben szintén a "campus" alak a helyes, nem magyarosítjuk "kampusz"-ra

## Története
A campus hagyománya a középkori európai egyetemekkel kezdődött, ahol a hallgatók és a tanárok kolostorban éltek és dolgoztak együtt. A tudományos élet környezetének fontosságáról alkotott kép később Amerikába vándorolt, és a korai gyarmati oktatási intézmények a skót és az angol főiskolai rendszerre épültek.
A campus az európai kolostormodellből az Amerikai Egyesült Államokban különféle egyéni stílusokká fejlődött. A korai gyarmati kollégiumok mindegyike saját stílusában épült, némelyikük csak egyes épületekben, például a Princetoni Egyetem campusában, vagy a kolostor amerikai értékeket tükröző változatában, mint például a Harvardé, valósultak meg. Mind az egyetemi, mind a főiskolán építészete országszerte a tágabb világ trendjei szerint fejlődött, a legtöbb különböző kortárs és történelmi stílusok és elrendezések módjára.

## Megvalósulásai
Jelentése a 20. század folyamán az intézményi tulajdon egészére bővült, régi jelentése azonban helyenként az 1950-es évekig is megmaradt.

### Irodaépületek
Néha azokat a telkeket, amelyeken a cég irodaházai emelkednek, az épületekkel együtt nevezik campusnak. A Microsoft Campus Redmondban (Washington állam) egy példa erre. A kórházak, sőt a repülőterek is használják néha ezt a kifejezést saját létesítményeik leírására.

### Egyetemek
A campus szót az európai egyetemekre is alkalmazták, bár néhány ilyen intézményre (különösen az „ősi” egyetemekre, mint például a bolognai, a padovai, az oxfordi és a cambridge-i egyetemekre) inkább egyetemi városként városi környezetben lévő épületek tulajdonlása jellemző, mint a szétszórtság parkszerű pázsiton, amelyen az épületek elhelyezkednek.

## Képek

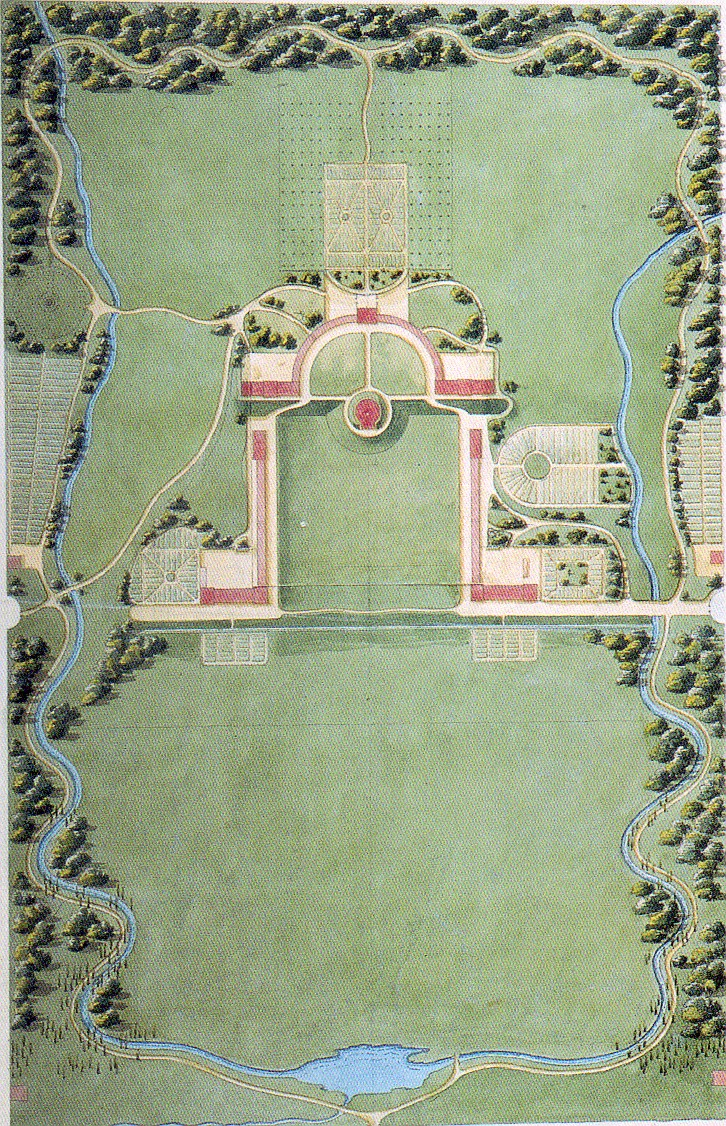
Joseph-Jacques Ramée eredeti terve a New York-i Schenectadyban található Union College-ról, az első átfogóan megtervezett egyetemi kampuszról az Egyesült Államokban
Laval Egyetem fő campusának térképe Quebec Cityben, Kanadában
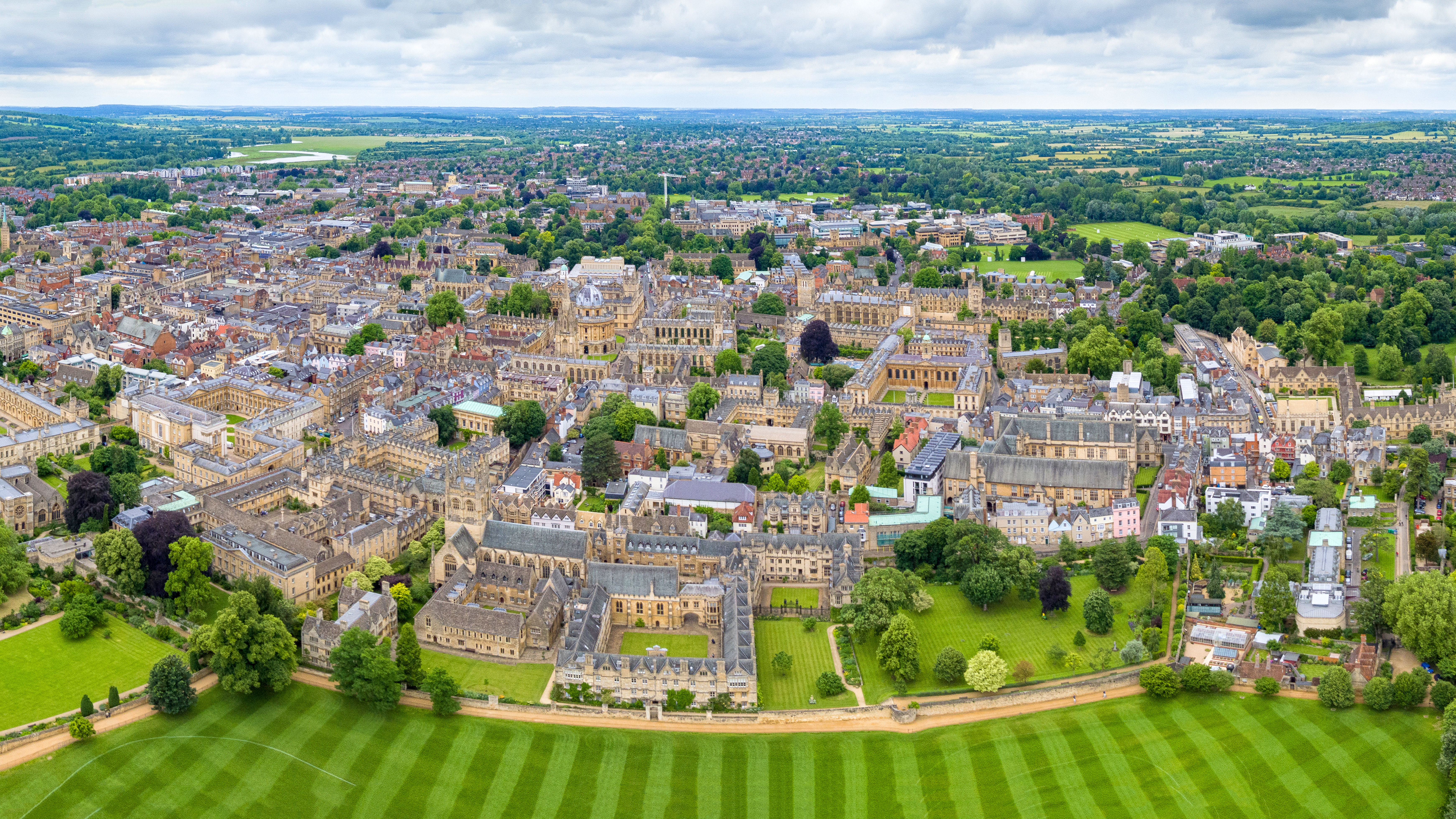
2016-os légi panoráma Oxfordról. Az Oxfordi Egyetemnek nincs központi kampusza; ehelyett számos épülete a városban szétszórva található
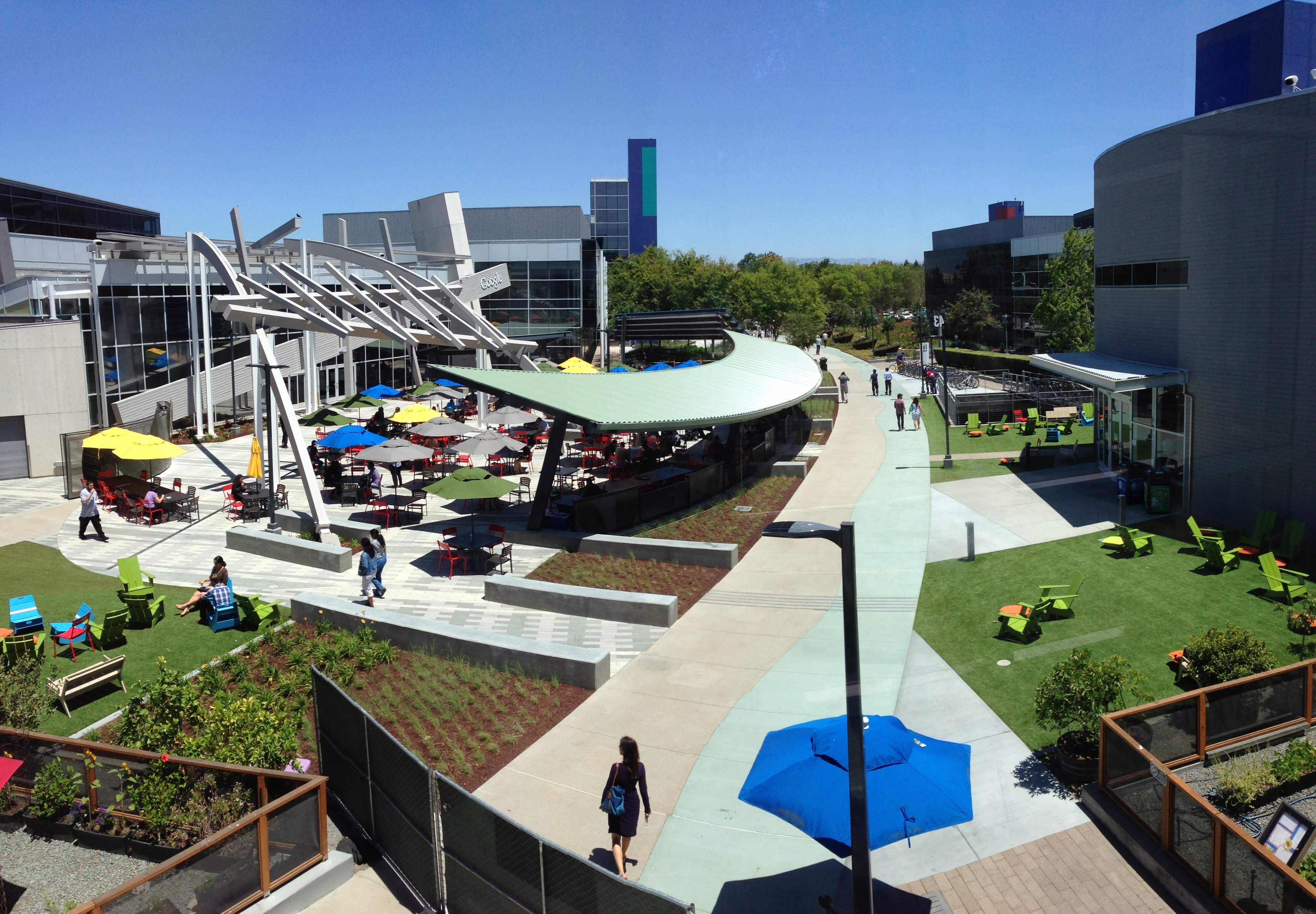
A Googleplex, egy kaliforniai vállalati kampusz
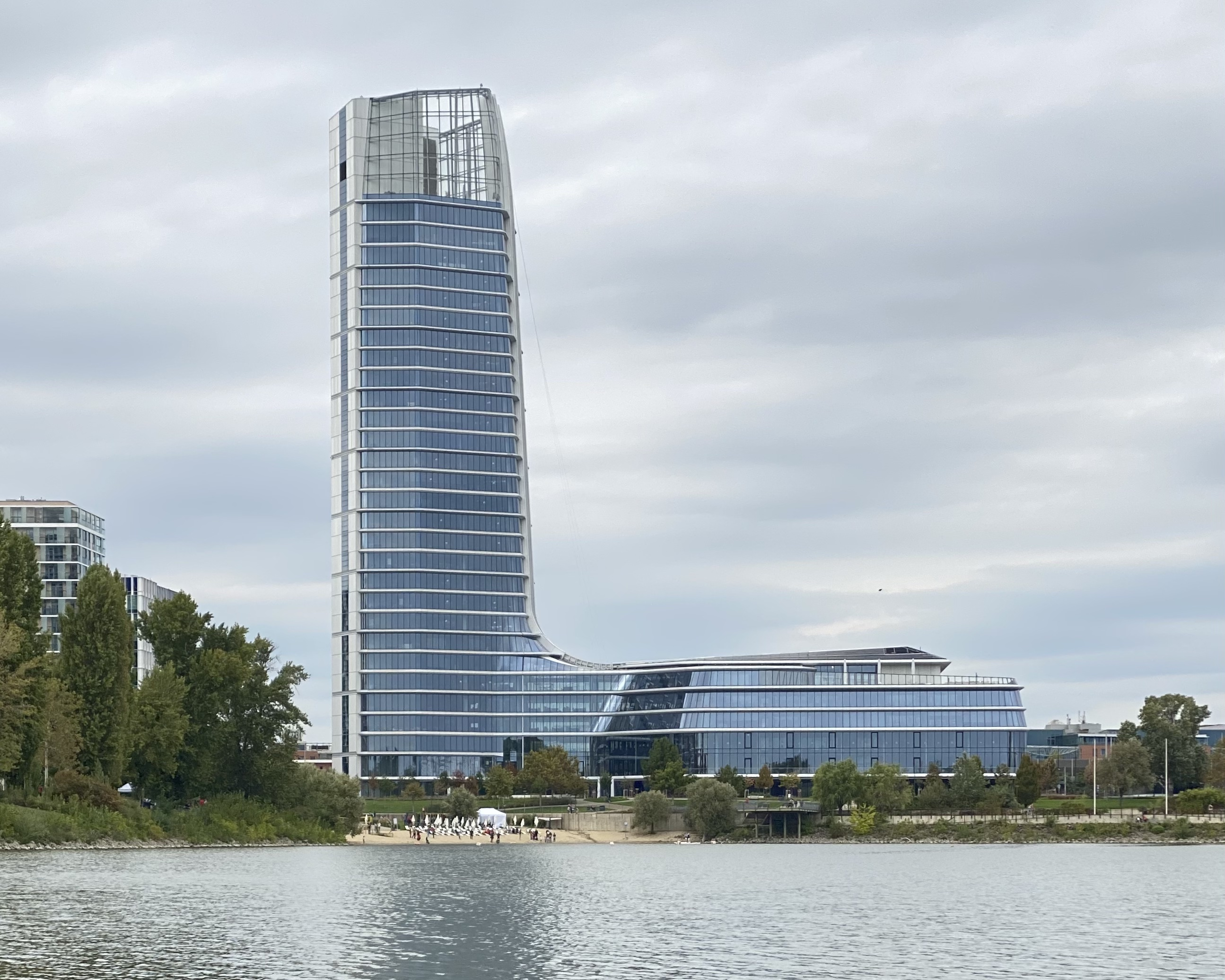
A Mol Campus Budapesten

## Fordítás
- Ez a szócikk részben vagy egészben  a   Campus című angol Wikipédia-szócikk ezen változatának fordításán alapul.  Az eredeti cikk szerkesztőit annak laptörténete sorolja fel. Ez a jelzés csupán a megfogalmazás eredetét és a szerzői jogokat jelzi, nem szolgál a cikkben szereplő információk forrásmegjelöléseként.